# 1787 en santé et médecine
| Années de la santé et de la médecine : 1784 - 1785 - 1786 - 1787 - 1788 - 1789 - 1790    |
| Décennies de la santé et de la médecine : 1750 - 1760 - 1770 - 1780 - 1790 - 1800 - 1810 |

Cet article présente les faits marquants de l'année 1787 en santé et médecine.

## Prix
- Médaille Copley : John Hunter (1728-1793), pour trois articles :
  - sur les ovaires ;
  - sur l'identification des chiens, des loups et des chacals ;
  - sur l'anatomie de la baleine[1].

## Naissances

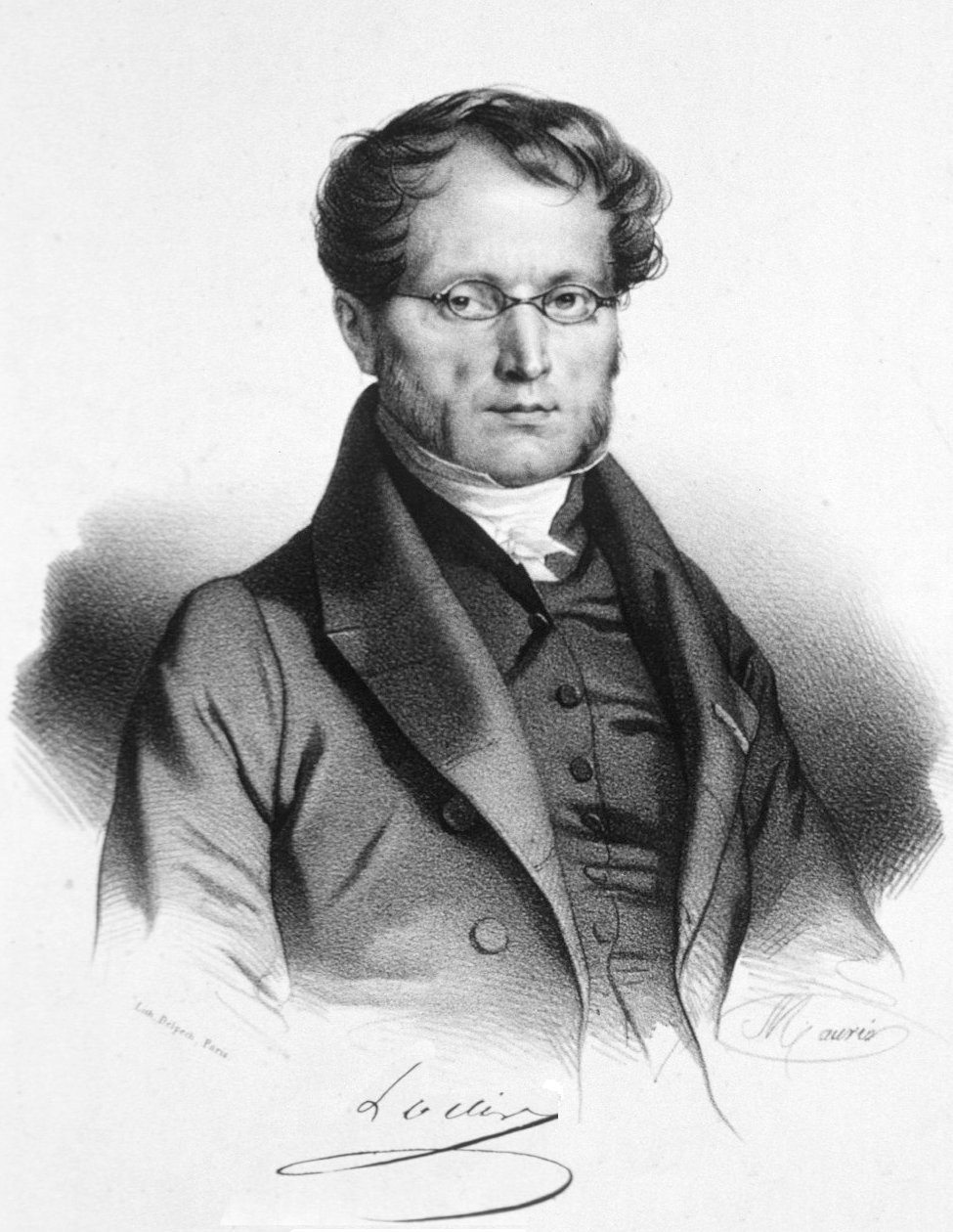
Pierre-Charles Alexandre Louis

- 10 mars : Hippolyte Cloquet (mort en 1840), médecin et naturaliste français[2].
- 14 avril : Pierre-Charles Alexandre Louis (mort en 1872), médecin français, introducteur de la méthode numérique en médecine[3].
- 24 avril : Mathieu Orfila (mort en 1853), médecin et chimiste français, d'origine espagnole[4].
- 17 décembre : Jan Evangelista Purkinje (mort en 1869), anatomiste et neurophysiologiste tchèque.